# Одаліска

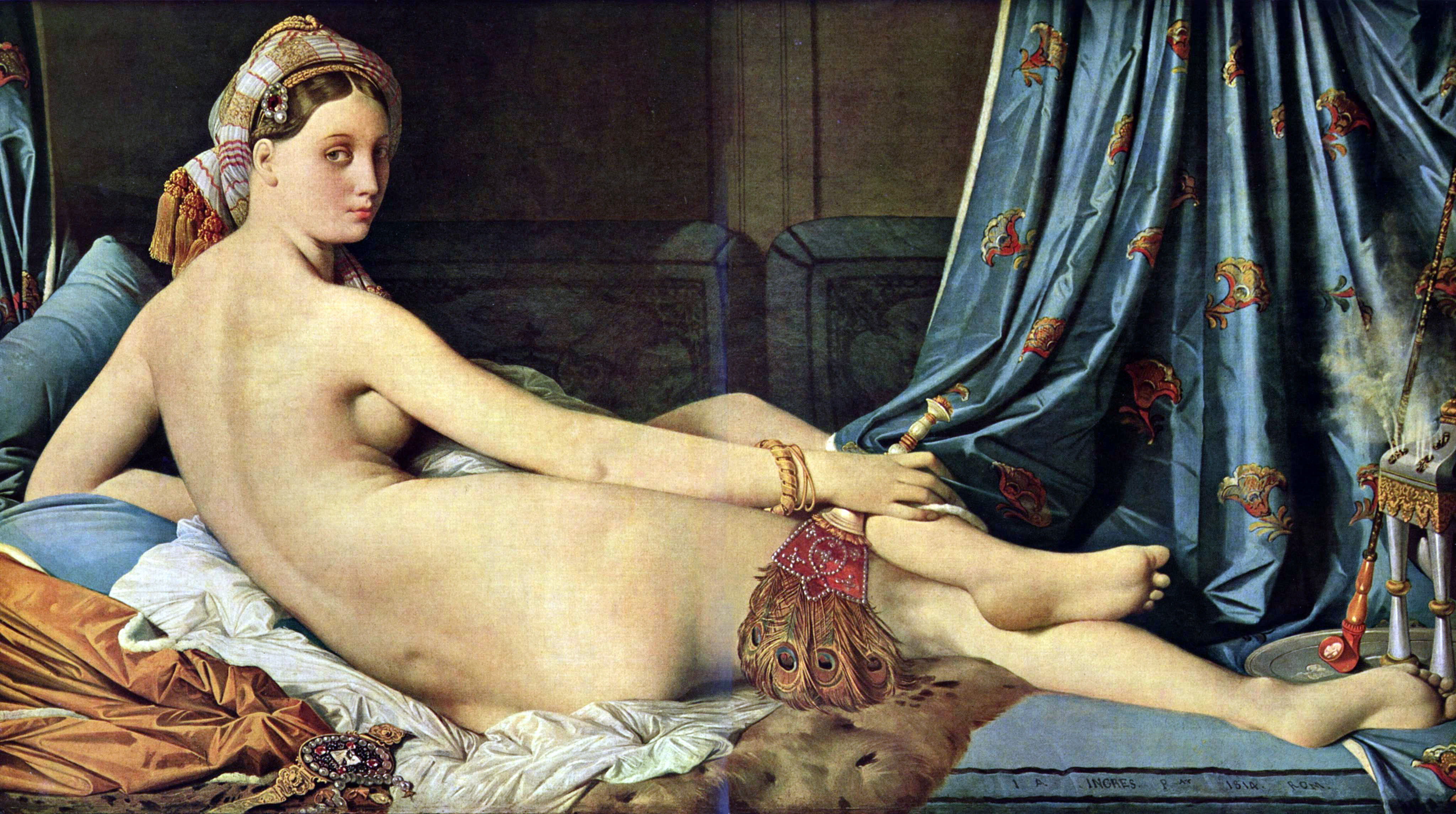
Енгр. «Велика одаліска».

Одалі́ска (тур. odalık - невільниця) — рабиня, що обслуговувала жінок у гаремі султана, покоївка. Часто бувала також наложницею правителя.
Одаліски — популярна тема в європейському малярстві, що зображувало жіноче ню у східному інтер'єрі (наприклад у Енґра).